# Заозер'є (Толмачовське міське поселення)
Заозер'є (рос. Заозерье) — присілок у Лузькому районі Ленінградської області Російської Федерації.
Населення становить 7 осіб. Належить до муніципального утворення Толмачовське міське поселення.

## Історія
Згідно із законом від 28 вересня 2004 року № 65-оз належить до муніципального утворення Толмачовське міське поселення.

## Населення
| 1838 | 1862 | 1958 | 1997 | 2007 | 2010 |
| ---- | ---- | ---- | ---- | ---- | ---- |
| 46   | ↗164 | ↘104 | ↘12  | ↘9   | ↘7   |